# Lakhangaon, Bhalki
Lakhangaon là một làng thuộc tehsil Bhalki, huyện Bidar, bang Karnataka, Ấn Độ.